# Лаптєва (Україна)
Лаптєва — колишнє селище в Україні, підпорядковувалося Есхарівській селищній раді Чугуївського району Харківської області.
Зняте з обліку 1995 року.
Селище знаходилося на лівому березі річки Уда, вище по течії за 1 км — село Поди, на протилежному березі — Есхар.

## Принагідно
- Нормативно-правові акти з питань адміністративно-територіального устрою України
- Історія міст і сіл УРСР